# Fritz Goerdeler
Fritz Hermann Goerdeler (6 de marzo de 1886 - 1 de marzo de 1945) fue un jurista alemán, opositor al régimen nazi.	
Goerdeler, hermano menor de Carl Friedrich Goerdeler, nació en Schneidemühl (actual Piła, Polonia) y creció en Marienwerder, lugar donde su padre había tomado posesión como juez del tribunal local en 1890. Goerdeler estudió Derecho y trabajó como abogado. En 1920 se convirtió en alcalde de Marienwerder, siendo reelegido en 1932; sin embargo, fue forzado a abandonar el cargo en 1933 tras su negativa a unirse al Partido Nazi.
Ostentó el cargo de chambelán municipal de Königsberg entre 1934 y 1944, y se unió al movimiento de resistencia alemán contra los nazis. Mantuvo un estrecho contacto con la resistencia militar, especialmente en Prusia Oriental.
Fue encarcelado tras el fallido atentado del 20 de julio de 1944 y sentenciado a muerte por el Volksgerichtshof el 23 de febrero de 1945. Murió ahorcado en la prisión de Plötzensee el 1 de marzo de 1945.
Goerdeler se casó y tuvo tres hijas y un hijo.